# ユーロエアポート・バーゼル＝ミュールーズ空港
ユーロエアポート・バーゼル＝ミュールーズ空港（ユーロエアポート・バーゼル＝ミュールーズくうこう、EuroAirport Basel-Mulhouse-Freiburg）とは、フランスのミュールーズにある空港。スイスのバーゼルにも高速道路で接続している。ドイツのフライブルク・イム・ブライスガウにも近い。
空港内はフランス（シェンゲン協定地域）のCIQと、スイスのCIQがある。スイス側に出入国する場合、バーゼル市内方面の高速道路にしか出入りできない。
空港コードはフランス国内線はミュールーズ（MLH）、スイス国内線はバーゼル（BSL）、国際線はユーロ・エアポート（EAP）である。1つの空港で3つの空港コードを持つ、極めて珍しい空港である。

## アクセス
バーゼル市内へはバーゼル交通局の路線バス50系統がある。スイス国鉄のバーゼルSBB駅に発着する。日中は平日7-8分間隔、週末10分間隔で運行している。20分で空港とバーゼルSBB駅を結んでいる。バーゼルSBB駅ではその他の路線バス、路面電車、近距離列車、遠距離列車に乗り換える事が出来る。
バーゼル市内に滞在する場合は、滞在期間中ユーロエアポートから市内、ならびに市内交通が無料になるMobility Ticketがホテルにチェックインした時に貰える。ユーロエアポートやバーゼル駅に到着した日は、ホテルの予約表を代わりに見せるとホテルまでのバス・路面電車が無料になる。